# ساول مالاتراسي
ساول مالاتراسي (النطق الإيطالي: ‎[ˈsaul malaˈtraːzi]‏ ؛ من مواليد 17 فبراير 1938) هو لاعب كرة قدم إيطالي سابق ومدرب لعب كمدافع لإنتر ميلان وميلان وكان جزءًا من انتصاراتهم في كأس أوروبا عامي 1965 و1969 على التوالي ، وبذلك أصبح أول لاعب يحقق لقبين للبطولة مع فريقين فائزين مختلفين. لعب مالاتراسي في نهائي 1969 ولم يشارك في نهائي 1965.
شارك في ثلاث مباريات مع منتخب إيطاليا لكرة القدم.
لعب لمدة 12 موسمًا (247 مباراة ، 3 أهداف) في الدوري الإيطالي لـ SPAL 1907 ، فيورنتينا ، روما ، إنترناسيونالي ، ليكو وميلانو ، وفاز بكأس واحد على الأقل لأربعة من هذه الفرق (باستثناء سبال وليكو).

## الألقاب
فيورنتينا
- كأس إيطاليا : 1960–61
- كأس الكؤوس الأوروبية : 1960–61

روما
- كأس إيطاليا: 1963–64

انتر
- الدوري الإيطالي : 1964–65 ، 1965–66
- كأس أوروبا : 1964-1965
- كأس الانتركونتيننتال : 1964 ، 1965

ميلان
- الدوري الإيطالي: 1967–68
- كأس أوروبا: 1968-1969
- كأس الكؤوس الأوروبية: 1967–68
- كأس الانتركونتيننتال: 1969

## روابط خارجية
- ساول مالاتراسي على فرق كرة القدم الوطنية.كوم